# Църквино
Църквино (на македонска литературна норма: Црквино или Црквина) е село в община Велес на Северна Македония. В него действа начално училище.

## География
Селото е разположено в югозападния дял на Велешката община, от дясната страна на река Бабуна. Намира се на хълмиста местност, като средната му надморска височина е 378 м. Отдалечен е на 9 км от административния град Велес. Землището му е с големина от 19,6 км2, като преобладават пасищата, които са 1232 ха. Обработваемите земи са 371 ха, а горите 121 ха.

## История
В непосредствена близост до Църквино са археологическите обекти от римско време Белушка, Венуле, Габер и Селска църква, както и некропол от късноантично време. Църквата „Свети Георги“ е от 1819 година. В 1861 година Йохан фон Хан на етническата си карта на долината на Вардар отбелязва Церковина като българско село.
В „Етнография на вилаетите Адрианопол, Монастир и Салоника“, издадена в Константинопол в 1878 година и отразяваща статистиката на населението от 1873 година, Церквино е посочено като село с 40 домакинства със 109 жители българи и 56 мюсюлмани.
Според статистиката на Васил Кънчов („Македония. Етнография и статистика“) от 1900 година Църквино е смесено българо-турско село с 350 жители българи християни и 60 турци.
В началото на XX век цялото село е под върховенството на Българската екзархия. По данни на секретаря на екзархията Димитър Мишев („La Macédoine et sa Population Chrétienne“) в 1905 година в Церквино има 128 българи екзархисти.
След Междусъюзническата война в 1913 година селото попада в Сърбия. 
През 1922-1923 година е открита поща, която функционира до 6 април 1941 година.
На етническата си карта от 1927 година Леонард Шулце Йена показва Чрквина (Črkvina) като смесено българско християнско и българо-мохамеданско (помашко) село.
Според преброяването от 2002 година селото има 363 жители.
| Националност | Всичко |
| македонци    | 2      |
| албанци      | 25     |
| турци        | 0      |
| роми         | 0      |
| власи        | 0      |
| сърби        | 0      |
| бошняци      | 336    |
| други        | 0      |